# 鄭應侯
鄭應侯，福建福清人，清朝政治人物、進士出身。
順治十七年，福建鄉試中舉。康熙三年（1664年）中甲辰科三甲第七十六名進士。后追隨吳三桂，授翰林院檢討。